# NOM-002-STPS-2010
NOM-002-STPS es una norma oficial mexicana en materia de prevención y protección contra incendios de carácter obligatorio dentro de todo el territorio nacional mexicano. Su última versión fue publicada en el año 2010 comenzando a tener vigencia a partir del 9 de junio de 2011.

## Objetivo
Esta norma establece los requerimientos mínimos con que todo centro de trabajo debe contar a fin de prevenir conatos de incendio, y en caso de presentarse estos, estar preparados para ser sofocados de inmediato y evitar que el problema se vuelva más grande.

## Requisitos obligatorios
- Clasificar el riesgo de incendio del centro de trabajo o dividirlo en áreas. La norma establece criterios para clasificar en riesgo ordinario o alto de incendio.
- Contar con un croquis o plano del centro de trabajo o de las áreas que lo integran en donde se tengan identificadas las rutas de evacuación, la ubicación de medios de detección y combate contra incendios, el equipo de protección personal para las brigadas contra incendio, los equipos para prestar los primeros auxilios y principalmente la ubicación de los predios colindantes y las zonas de mayor riesgo de incendio.
- Contar con instrucciones de seguridad aplicables en cada área del centro de trabajo y difundirlas entre los trabajadores, contratistas y visitantes
- Contar con brigadas contra incendio.

### Brigada contra incendio
Son grupos de personas organizadas y capacitadas para emergencias, los mismos serán responsables de combatirlas de manera preventiva o ante eventualidades de un alto riesgo, emergencia, siniestro o desastre, dentro de una empresa, industria o establecimiento y cuya función esta orientada a salvaguardar a las personas, sus bienes y el entorno de los mismos.